# 阿久津晃昭
阿久津 晃昭（あくつ てるあき）は、日本の実業家、クオリカ株式会社代表取締役社長。

## 人物・経歴
栃木県出身。1992年、立教大学文学部卒業。東洋情報システム（現・TIS株式会社）に入社。
2015年、TIS執行役員兼プラットフォームサービス本部プラットフォーム事業部長、2020年、TIS常務執行役員企画本部副本部長 兼企画部長 兼秘書室長を歴任。2021年、株式会社アグレックス取締役副社長執行役員。2023年4月、クオリカ株式会社代表取締役社長に就任。同社は、1982年にコマツの全額出資により設立された情報システム会社として創業し、2008年からはTISインテックグループに属している。